# Condado de Bastrop
El condado de Bastrop es uno de los 254 condados del estado estadounidense de Texas. La sede del condado es Bastrop, al igual que su mayor ciudad. El condado tiene un área de 2.320 km² (de los cuales 20 km² están cubiertos por agua) y una población de 57.733 habitantes, para una densidad de población de 25 hab/km² (según censo nacional de 2000). Este condado fue fundado en 1836.

## Demografía
Según el censo de 2000, había 57.733 personas, 20.097 cabezas de familia, y 14.771 familias residiendo en el condado. La densidad de población era de 65 habitantes por milla cuadrada.
La composición racial del condado era:
- 80,24% blancos
- 8,79% negros o negros estadounidenses
- 0,70% nativos estadounidenses
- 0,46% asiáticos
- 0,06% isleños
- 7,60% otras razas
- 2,15% de dos o más razas.

Había 20.097 cabezas de familia, de las cuales el 35,90% tenían menores de 18 años viviendo con ellas, el 58,50% eran parejas casadas viviendo juntas, el 10,50% eran mujeres cabeza de familia monoparental (sin cónyuge), y 26,50% no eran familias.
El tamaño promedio de una familia era de 3,23 miembros.
En el condado el 28,00% de la población tenía menos de 18 años, el 7,60% tenía de 18 a 24 años, el 31,30% tenía de 25 a 44, el 22,90% de 45 a 64, y el 10,30% eran mayores de 65 años. La edad promedio era de 35 años. Por cada 100 mujeres había 105,50 hombres. Por cada 100 mujeres mayores de 18 años había 104,80 hombres.

## Economía
Los ingresos medios de una cabeza de familia del condado eran de USD$43.578 y el ingreso medio familiar era de $49.456. Los hombres tenían unos ingresos medios de $32.843 frente a $25.536 de las mujeres. El ingreso per cápita del condado era de $18.146. El 8,40% de las familias y el 11,60% de la población estaban debajo de la línea de pobreza. Del total de gente en esta situación, 15,40% tenían menos de 18 y el 13,30% tenían 65 años o más.